# Colonização alemã da América
A colonização alemã das Américas consistiu na Venezuela em alemão:  Klein-Venedig (, também em alemão:  Welser-Kolonie), Saint Thomas e a ilha Vieques nos séculos 16 e 17.

## História

### Klein-Venedig
Klein-Venedig ("Pequena Veneza"; também a etimologia do nome "Venezuela") foi a parte mais importante da colonização alemã das Américas de 1528 a 1546, na qual a família de banqueiros Welser com sede em Augsburgo receberam os direitos coloniais concedidos pelo imperador Carlos V e ele também era rei da Espanha e devia a eles uma dívida por suas eleições imperiais. Em 1528, Carlos V contratou Welther para explorar, governar e colonizar a região em seu nome, motivado principalmente pela busca da lendária cidade dourada de El Dorado.
O empreendimento foi originalmente liderada por Ambrosius Ehinger, que fundou Maracaibo em 1529. Após a morte do primeiro Ehinger (1533), Nikolaus Federmann, Georg von Speyer (1540), Philipp von Hutten continuou a explorar o interior. Na ausência de von Hutten da capital provincial, a família real espanhola reivindicou o direito de nomear governadores. Em 1546, Hutten retornou à capital, Santa Ana de Coro, onde o governador espanhol Juan de Carvajal possuía Hutten e Bartolome VI Weller foi executados. Posteriormente, Carlos V rescindiu a carta de Welser.
Welsers transportaram mineiros alemães para as colônias e 4.000 escravos africanos como trabalhadores para trabalhar nas plantações de cana-de-açúcar. Muitos colonos alemães morreram de doenças tropicais para as quais não tinham imunidade, ou de guerras frequentes com os nativos americanos.

### Brandemburgo-Prússia
A Brandenburgisch-Africanische Compagnie de Brandemburgo (o futuro Reino da Prússia) estabeleceu postos comerciais na África e em 1685 alugou o posto comercial de St. Thomas da Companhia Dinamarquesa das Índias Ocidentais e Guiné. Em 1693, os dinamarqueses confiscaram o correio, seu armazém e todas as suas mercadorias sem aviso prévio ou reembolso. Não havia colonos alemães permanentes.

### Ducado da Curlândia
O Ducado da Curlândia, foi um estado vassalo liderado pelos alemães da Comunidade Polaco-Lituana, arrendou a Nova Curlândia (Neu-Kurland) em Tobago, no Caribe, dos britânicos. A colônia falhou e foi restaurada várias vezes. Uma tentativa final de Courish de estabelecer uma colônia caribenha envolveu um assentamento próximo ao moderno Toco em Trinidade.

### Condado de Hanau
Os condados de Hanau-Lichtenberg e Hanau-Münzenberg, sob Frederick Casimir e seu conselheiro Johann Becher, financiaram mas não concluíram, um programa extravagante para arrendar a Guiana da Companhia Holandesa das Índias Ocidentais. Chamando seu novo reino de Índias Hanauesas (Hanauisch-Indien), Frederick Casimir contraiu enormes dívidas que finalmente o forçaram a uma regência por alguns de seus parentes.